# Kirche Heiligenwalde

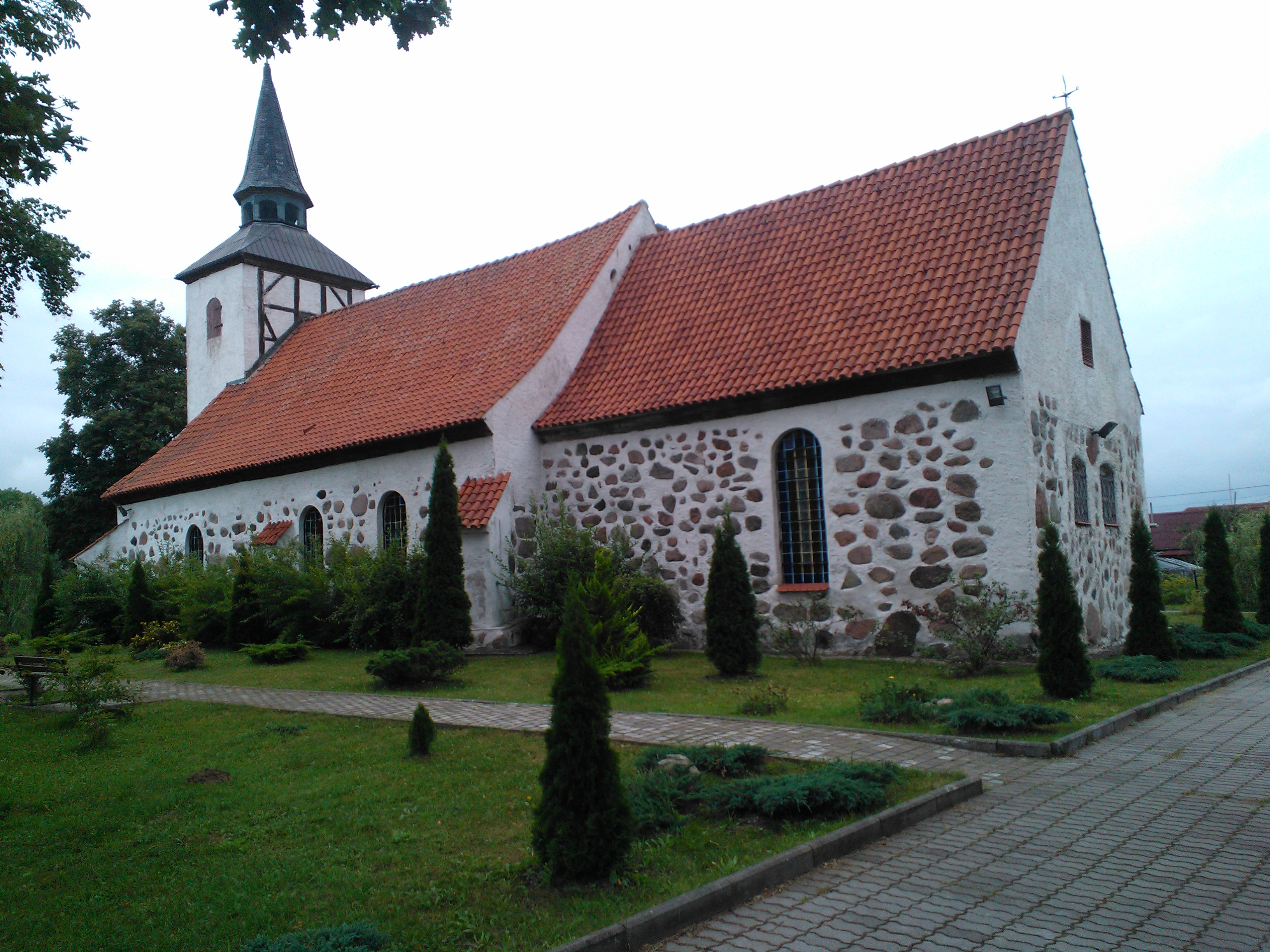
Kirche Heiligenwalde

Die Kirche Heiligenwalde (russisch: Uschakowo) aus dem 14. Jahrhundert ist eine ehemalige ostpreußische evangelische Kirche.

## Geographische Lage
Die Kirche steht mitten in Uschakowo (Gemeinde Nisowje) im Rajon Gurjewsk, in der Oblast Kaliningrad (deutsch Heiligenwalde, Kreis Neuhausen, Gebiet Königsberg (Preußen)). Das Gebäude ist über eine Nebenstraße zu erreichen, die von der russischen Fernstraße A 229 (neue Trasse der ehemaligen deutschen Reichsstraße 1) abzweigt und in südliche Richtung führt.

## Baugeschichte und Architektur
Die Heiligenwalder Kirche wurde im 14. Jahrhundert vom deutschen Ritterorden erbaut. Der Grundstein wurde 1344 gelegt. Es gab an dieser Stelle einen heiligen Wald der Prußen, den diese selbst nicht betreten durften. Um den heidnischen Glauben zu brechen und der christlichen Überzeugung Ausdruck zu verleihen, baute man in diesem Wald eine Kirche, die als Gebäude noch heute existiert und auch noch „Kirche Heiligenwalde“ (russisch Кирха Хайлигенвалде) genannt wird.
Es handelt sich um einen einschiffigen, schmucklos verputzten Feldstein- und Backsteinbau mit gerade geschlossenem Chor und Fachwerkturm.
Als ältester Teil des Gebäudes entstand das Kirchenschiff aus Feldsteinen mit Ziegeln gemauerter Ecken. Der Chor wurde in der ersten Hälfte des 15. Jahrhunderts angebaut. Im Norden befanden sich die flach gedeckte Vorhalle und die Sakristei. Die Nordseiten des Langhauses und des Chors sind fensterlos.
Der Turmanbau erfolgte in der zweiten Hälfte des 15. Jahrhunderts. Der Oberbau mit dem Fachwerkverbund wurde später aufgesetzt.
Das Kircheninnere wurde von einer Korbbogendecke aus dem Anfang des 18. Jahrhunderts überspannt. Im Chor gab es ein sechzehnteiliges Gewölbe. Der Triumphbogen war nahezu rundbogig. An der Nordwand haben sich Reste mittelalterlicher Wandmalereien (Kruzifix mit Ranken) erhalten, die wohl aus der 1. Hälfte des 15. Jahrhunderts stammen.
Den Zweiten Weltkrieg überstand die Kirche. In der Nachkriegszeit wurde sie von der Sowchose Rodniki als Getreidelager genutzt. Zwar entstanden dadurch zahlreiche Beschädigungen (so am Turm, außerdem wurde die Chorwand zur Durchfahrt von Fahrzeugen durchbrochen), doch es entstand keine Zerstörung. Wohl aber ging die Ausstattung verloren wie die Kanzel von 1675 und der barocke Beichtstuhl von 1673, den der Königsberger Meister Christian Klodssey gefertigt hatte, sowie die Orgel von 1761, die bei Preuß in Königsberg gebaut worden war. Die Holzskulpturen verkaufte der Kolchosdirektor nach Litauen. Aus der alten Zeit existieren aber noch der Taufstein aus Granit sowie das Weihwasserbecken. 

## Evangelische Pfarrei (bis 1945)

### Kirchengemeinde
Bereits in vorreformatorischer Zeit war Heiligenwalde ein Kirchdorf. Die lutherische Reformation fand hier früh Einzug. Gehörte die Pfarrei einst zur Inspektion Neuhausen (russisch: Gurjewsk), so war sie dann bis 1945 in den Kirchenkreis Königsberg-Land II in der Kirchenprovinz Ostpreußen der Kirche der Altpreußischen Union eingegliedert.
Nach 1945 erlosch aufgrund von Flucht und Vertreibung der einheimischen Bevölkerung das kirchliche Leben. Während der Zeit der Sowjetunion waren kirchliche Aktivitäten nicht erlaubt.
Erst in den 1990er Jahren bildeten sich im Gebiet der Oblast Kaliningrad wieder evangelische Gemeinden. Uschakowo liegt jetzt im Einzugsbereich der neu errichteten Auferstehungskirche in Kaliningrad (Königsberg), der Hauptkirche der neu gebildeten evangelisch-lutherischen Propstei Kaliningrad der Evangelisch-lutherischen Kirche Europäisches Russland (ELKER).

### Kirchspiel
Um die Mitte des 19. Jahrhunderts umfasste das Kirchspiel 27 Ortschaften bzw. Flecken.
Zum Pfarrdorf Heiligenwalde gehörte vor 1945 ein ausgedehntes Kirchspiel:
| Deutscher Name         | Russischer Name |  | Deutscher Name                              | Russischer Name |
| ---------------------- | --------------- |  | ------------------------------------------- | --------------- |
| Ellern                 |                 |  | Pogauen                                     | Wyssokoje       |
| Friedrichswalde        | Opornoje        |  | Polnischwerder, 1936–1945: Preußisch Werder | Artemjewo       |
| Gehlblum               | Trubkino        |  | Pomedien                                    |                 |
| Grünwiese              |                 |  | Possindern                                  | Roschtschino    |
| Heiligenwalde (Domäne) | Molodezkoje     |  | Rogahnen                                    | Dworki          |
| Heiligenwalde (Dorf)   | Uschakowo       |  | Schönwiese                                  |                 |
| Hohenrade              | Worobjowo       |  | Schwillmühle                                |                 |
| Kalkeim                | Gruschewka      |  | Strecken                                    |                 |
| Kranzberg              |                 |  | Susannenthal                                |                 |
| Laubenhof              |                 |  | Vogelsang                                   |                 |
| Oblitten               | Gluchowo        |  | Willkühnen                                  | Golowenskoje    |

### Pfarrer
Von der Reformation bis zum Ende des Zweiten Weltkrieges amtierten in Heiligenwalde als evangelisch Pfarrer:
- Clemens Schüler, ab 1526
- M. Hillbrand, bis 1564
- N.N.,  ab 1564
- Conrad Schwanenmeusel, 1569–1570
- Paul Gehrcke, 1570–1585
- David Schütz, ab 1585
- Christoph Richter, 1606–1616
- Valentin Bergau, ab 1616
- Petrus Eilhardus, 1646–1671
- Reinhold Seth, 1671–1701
- Johann Caspar Suchland, 1701–1741
- Theodor Friedrich Thiesen, 1742–1753
- Friedrich Wilhelm Benefeldt, 1753–1758
- Johann Ernst Grünmüller, 1758–1787
- Carl Ludwig Grünmüller, 1786–1840
- (Georg) Wilhelm Schiefferdecker, 1840–1874[9]
- Johann Froelke, 1874–1885
- August Theodor Kaminski, 1886–1906
- August Chr. P. Walsdorf, 1906–1923
- Karl Hanne, 1923–1930
- Paul Kortzitzki, 1930–1945

### Seit 1990
Anfang der 1990er Jahre übernahm die Verwaltung des Rajon Gurjewsk (Kreis Neuhausen) das Kirchengebäude von der Sowchose und übergab sie dem Gymnasium in Gurjewsk (Neuhausen). Dieses stellte sich der Mitverantwortung für anstehende Instandhaltungsmaßnahmen und beteiligte sich am Beginn der Restaurierungsarbeiten. 1993 gründete sich im westfälischen Minden ein Verein zur Erhaltung der Kirche von Heiligenwalde e.V., der auch das erforderliche Startkapital zur Verfügung stellte. Der Schulleiter in Uschakowo Georg Gawrilowitsch Artemjew (1939–2006) engagierte sich maßgeblich für die Erhaltung des alten Gotteshauses. Am 26. Juli 1994 fand im Rahmen des 650-jährigen Bestehens des Ortes und der Kirche in der festlich geschmückten Kirche erstmals wieder ein Gottesdienst statt, der vom norddeutschen und vom Kaliningrader Fernsehen übertragen wurde. Danach wurde das in die Ostwand geschlagene Tor für Traktoren wieder verschlossen, auch wurden die Fenster wieder verglast. Die alten Eingänge wurden mit neuen Türen versehen, der Innenraum verputzt und die Sakristei renoviert. Der Turm bekam neue Balken und ein Dach aus Kupferblech. Die Instandsetzung der Kirche leitete der Architekt Viktor Michailowitsch Staruschkin. Die Innenausstattung entstand unter der Leitung von Galina Engelewna. Im Herbst 2006 wurde das restaurierte Gebäude als Veranstaltungszentrum mit einem Konzert eingeweiht.